# Bernardo Silvestre
Bernardo Silvestre  (Bernardus Silvestris, em latim, e também conhecido por Bernard Silvestris e Bernard Silvester) foi um  filósofo platónico e poeta medieval do século XII.
Não se conhece onde e quando nasceu, sabendo-se que estudou e ensinou em Tours, tendo sido confundido durante muito tempo com Bernardo de Chartres.
Cosmographia, um texto em prosa e verso sobre a criação do mundo, é a sua obra mais conhecida.

## Biografia
Sabe-se pouco da sua vida. André Vernet, editor da Cosmographia de Bernardo Silvestre, considerava que ele tenha vivido entre 1085 e 1178; a única data certa da sua vida é 1147 quando a Cosmographia supostamente foi apresentada ao Papa Eugénio III. Outras fontes situam a escrita de Cosmographia algures entre 1143 e 1148. Existem alguns dados que o relacionam com escolas de filosofia de Espanha, mas é provável que tenha nascido em Tours, devido às descrições pormenorizadas da cidade e dos arredores que se encontram na Cosmographia, havendo autores medievais que também julgam ser esta a sua cidade natal.
Certo é ele ter estudado e ensinado em Tours, sendo provável que ali tenha ensinado no departamento de humanidades. Há poucos dados que relacionem Silvestre a Chartres, ainda que haja uma carta dedicatória a Thierry de Chartres que foi chanceler de Chartres em 1141. É muito provável que Silvestre tenha escrito a dedicatória com vista a conquistar os favores de uma figura poderosa que era conhecida pelo seu interesse pelas ciências. No século XIX e início do XX, considerava-se que Bernardo Silvestre era Bernardo de Chartres, embora esta identificação seja atualmente contestada por estudiosos como Julian Ward Jones, sendo importante referir que um contemporâneo de Silvestre, João de Salisbury, que foi bispo de Chartres, cita obras atribuidas a Silvestre não conhecendo este autor pelo nome, enquanto que cita Bernardo de Chartres conhecendo este e as suas obras.

## Obras
A principal obra de Silvestre é a já mencionada Cosmographia, um prosimetrum (texto em prosa e verso) sobre a criação do mundo que é apresentada do ponto de vista platónico do século XII. O poema influenciou Chaucer e outros autores com o uso pioneiro da alegoria para analisar as questões metafísicas e científicas. Silvestre escreveu também o poema Mathematicus e provavelmente o poema Experimentarius, bem como outros poemas secundários.
Entre as obras atribuidas a Silvestre no final da Idade Média conta-se um Comentário sobre a Eneida de Virgílio, embora a atribuição da autoria a Silvestre não seja unânime nos estudiosos actuais, e um comentário sobre De Nuptiis Philologiae et Mercurii de Maciano Capela.
O Comentário sobre a "Eneida" é o mais longo elaborado na época medieval sobre esta obra, embora esteja incompleto pois cobre cerca de dois terços da mesma até ao livro seis.

## Impacto e contribuições
A Cosmographia influenciou Chaucer e outros autores com o seu uso pioneiro da alegoria para apresentar questões metafísicas e científicas. Theodore Silverstein elogia os poemas de Silvestris pela sua imaginativa, bem como por se posicionar corretamente na literatura da época, particularmente com a escrita de Cosmographia durante as controvérsias sobre a evolução do século XII. Em Catholic Encyclopedia, William Turner (bispo de Buffalo, N.Y., EUA) escreveu que houve uma "deriva panteística" ("pantheistic drift") na sua filosofia.
Existem dados que provam a influência de Silvestre nas obras de autores medievais e da renascença, nos quais se inclui Hildegarda de Bingen, Vicente de Beauvais, Dante, Chaucer, Nicolau de Cusa e Boccaccio.
Na era moderna, Bernardus Silvestris foi referido na obra de ficção científica de C. S. Lewis.

## Edições
- De mundi universitate libri duo sive megacosmus et microcosmus, ed. C. S. Barach and J. Wrobel (Innsbruck, 1876).
- Cosmographia, ed. André Vernet, em "Bernardus Silvestris: Recherches sur l'auteur et l'oeuvre, suivies d'une édition critique de la Cosmographia" (Dissertação não publicada com edição crítica da obra, École Nationale des Chartes, 1938), .
- Cosmographia, ed. Peter Dronke (Leiden: Brill, 1978). ISBN 90-04-05767-6
- Mathematicus, ed. e trad. Deirdre M. Stone, Archives d'histoire doctrinale et littéraire du moyen âge 63 (1996): 209–83.
- Experimentarius, ed. Charles Burnett, em "What Is the Experimentarius of Bernardus Silvestris?: A Preliminary Survey of the Material," Archives d'histoire doctrinale et littéraire du moyen âge 44 (1977): 62–108. Reedição em Burnett, Charles, Magic and Divination in the Middle Ages (Aldershot: Variorum, 1996). ISBN 0-86078-615-3
- The Commentary on the First Six Books of the Aeneid of Virgil Commonly Attributed to Bernardus Silvestris, ed. Julian Ward Jones e Elizabeth Frances Jones (Lincoln: University of Nebraska Press, 1977). ISBN 0-8032-0898-7
- The Commentary on the First Six Books of Virgil's Aeneid, trans. Earl G. Schreiber and Thomas E. Maresca (Lincoln: University of Nebraska Press, 1979). ISBN 0-8032-4108-9